# Septogloeum gillii
Septogloeum gillii är en svampart som beskrevs av D.E. Ellis 1946. Septogloeum gillii ingår i släktet Septogloeum, divisionen sporsäcksvampar och riket svampar.   Inga underarter finns listade i Catalogue of Life.